# 2024년 하계 올림픽 서핑
2024년 하계 올림픽 서핑(프랑스어: Surf aux Jeux olympiques d'été de 2024)은 2024년 하계 올림픽의 정식 종목으로 진행된 서핑 경기로 2024년 7월 27일부터 8월 5일까지 프랑스령 폴리네시아 타히티에서 열렸다.

## 참가국
- 오스트레일리아 (4)
- 브라질 (6)
- 캐나다 (1)
- 중화인민공화국 (1)
- 코스타리카 (1)
- 엘살바도르 (1)
- 프랑스 (4) 주최
- 독일 (2)
- 인도네시아 (1)
- 이스라엘 (1)
- 이탈리아 (1)
- 일본 (4)
- 멕시코 (1)
- 모로코 (1)
- 뉴질랜드 (2)
- 니카라과 (1)
- 페루 (3)
- 포르투갈 (2)
- 남아프리카 공화국 (3)
- 스페인 (3)
- 미국 (5)

## 메달리스트
| 종목                 | 금 | 은 | 동 |
| -------------------- | -- | -- | -- |
| 남자 쇼트보드 자세히 |    |    |    |
| 여자 쇼트보드 자세히 |    |    |    |